# Olivgrå fältmätare
Olivgrå fältmätare (Dysstroma infuscata) är en fjärilsart som beskrevs av Johan Martin Jacob af Tengström 1869. Olivgrå fältmätare ingår i släktet Dysstroma och familjen mätare. Arten är reproducerande i Sverige. Inga underarter finns listade i Catalogue of Life.